# Dieuwke Fetter
Dieuwke Fetter (* 26. Januar 1991 in Amsterdam) ist eine niederländische Steuerfrau im Rudern, die 2022 und 2023 Weltmeisterschaftszweite mit dem Männer-Achter war. Bei den Olympischen Sommerspielen 2024 gewann sie die Silbermedaille im Männer-Achter.

## Sportliche Karriere
Die 1,60 Meter große Dieuwke Fetter ist bei der A.S.R. Nereus in Amsterdam aktiv.
Fetter trat 2017 erstmals mit dem Männer-Achter im Ruder-Weltcup an. 2018 steuerte sie den niederländischen Frauen-Achter im Weltcup, wobei die Crew die ersten beiden Weltcup-Regatten gewann. Bei den Europameisterschaften 2018 erruderte der Frauen-Achter die Bronzemedaille hinter den Rumäninnen und den Britinnen. 2019 belegte Fetter mit dem Frauen-Achter den neunten Platz bei den Weltmeisterschaften in Ottensheim.
Wegen der COVID-19-Pandemie wurden die Europameisterschaften 2020 in Posen erst im Oktober ausgetragen, der niederländische Frauen-Achter überquerte die Ziellinie als drittes Boot hinter den Rumäninnen und den Deutschen. Bereits im April 2021 fanden die Europameisterschaften in Varese statt. Diesmal siegten die Rumäninnen vor den Niederländerinnen. Die Qualifikation für die Olympischen Spiele in Tokio verpasste der Achter als viertes Boot der Qualifikationsregatta, nur die beiden besten Boote der entscheidenden Regatta in Luzern durften in Tokio antreten.
Im Weltcup 2022 trat Fetter je einmal mit dem Männer-Achter und mit dem Frauen-Achter an. Bei den Europameisterschaften in München steuerte sie den Männer-Achter auf den zweiten Platz hinter den Briten. Einen Monat später wiederholte sich dieser Einlauf bei den Weltmeisterschaften in Račice u Štětí, wobei der Abstand bei den Weltmeisterschaften deutlich knapper war. 2023 wurde Fetter mit dem Männer-Achter Dritte bei den Europameisterschaften in Bled, die Briten siegten vor den Rumänen. Drei Monate später bei den Weltmeisterschaften in Belgrad siegte der britische Männer-Achter mit einer Sekunde vor dem von Fetter gesteuerten niederländischen Boot. Bei den Olympischen Spielen 2024 in Paris wurde der niederländische Achter Zweiter mit einer Sekunde Rückstand auf die Briten.